# Canali (Reggio Emilia)
Canali o Villa Canali (I Canēi in dialetto reggiano; De Canalibus in latino) è una frazione (o villa) del comune di Reggio Emilia.

## Geografia fisica
Canali sorge chilometri 2 km a sud della città, a ridosso del confine con il comune di Albinea. È adiacente alla zona residenziale di San Pellegrino con cui ormai costituisce un unico agglomerato urbano.

## Storia
Castello di Canali, il centro della villa, si può dividere in due parti. A ridosso della provinciale vi è il nucleo originario di Canali, un insieme di vecchie case divise da stretti vicoli, mentre lungo le traverse di via Tassoni sono sorte, negli ultimi 25 anni, una serie di ville e villette. A Castello Canali sorgono oltre che diverse attività economiche anche due scuole, quella Elementare e l'asilo Raimondo Franchetti. Quest'ultimo, di più antica edificazione, deve la sua origine ad un tragico evento. Infatti un giorno, verso la metà dell'Ottocento, il barone Franchetti stava attraversando Canali col suo calesse, quando un bambino che stava giocando per la strada venne schiacciato dalle ruote e morì. Il barone allora decise di costruire un asilo affinché nessun bambino trascorresse più le sue giornate in mezzo alla strada.

## Campanilismi
È storica la rivalità della frazione di Canali con un'altra frazione del territorio, Fogliano, riguardo a diversi ambiti sociali.

## Monumenti e luoghi d'interesse
Poco oltre le scuole Elementari vi è il bivio che conduce a Canali alto ed alla chiesa. Intitolata a San Marco e già ricordata in un documento del 1284, venne ricostruita tra il 1770 ed 1780, mentre la facciata attuale risale al 1851. Al suo interno vi sono alcuni quadri settecenteschi e piccole opere di artisti locali. Accanto alla chiesa sorge un campanile di recente costruzione.

## Infrastrutture e trasporti

### Strade
La villa è situata sulla strada provinciale 25 che collega Reggio al comune di Albinea. Canali è attraversata anche dalla S.P. 113 che, oltre ad essere la variante al centro abitato della villa, costituisce un segmento importante del sistema di tangenziale sud di Reggio Emilia, collegando la SS 63 alla SS 9.